# Sarah Cloyce
Sarah Cloyce (3 de septiembre de 1648-1703) fue acusada de brujería, pero nunca fue acusada por un jurado, en los Juicios por brujería de Salem.

## Antecedentes
Fue la hija de William y Joanna Towne, quién había emigrado a Salem desde Great Yarmouth en Inglaterra aproximadamente en 1640. Sarah, quién era probablemente la más joven de sus ocho hijos, se casó con Edmund Bridges, con quien tuvo seis hijos, y después con Peter Cloyce, un viudo al igual que ella, con quien tuvo tres hijos más.

## Juicios de Salem
Sarah fue acusada de brujería un día después de defender a su hermana Rebecca Nurse y salir de la iglesia cerrando de golpe las puertas de la misma (supuestamente una acción sin precedente en Nueva Inglaterra); Sarah fue denunciada, unos cuantos días más tarde fue arrestada y llevada a la prisión de Boston. La queja fue archivada por Jonathan Walcott y Nathaniel Ingersoll, acusando a Sarah de haber afligido a Abigail Williams, la sobrina del Reverendo Samuel Parris, así como atormentar a Mary Walcott.
El 11 de abril de 1692, fue llevada ante un examinador y se rehusó confesar, atacando a sus acusadores. Sarah fue enviada a prisión en Salem, junto a su hermana Rebecca. Ambas y su hermana Mary fueron sospechosas de hechizar a su sobrina, Rebecca Towne, hija de su hermano Edmund Towne. Sin embargo, las tres hermanas tenían una extraordinaria reputación de piedad y caridad, y los cargos contra ellas causaron una reacción que finalmente ayudó a acabar con la cacería de brujas, cuando muchos de sus amigos y vecinos atestiguaron su buen carácter y sus vidas sin culpa.
El 9 de septiembre de 1692, se hizo una acusación en contra de Sarah, "por practicar y ejercer malvada, maliciosa y criminalmente actos detestables de brujería y hechicería en contra de Rebecca Towne..."
Sarah pidió al tribunal una oportunidad para presentar evidencia que pruebe su inocencia.

## Últimos años
Mientras Sarah esperaba en prisión, sus hermanas fueron ejecutadas por brujería. Sin embargo, para diciembre de 1692, las acusaciones en contra de Sarah fueron marcadas como "ignoramus", sinónimo de "no sabemos". El 3 de enero de 1693, el Tribunal Superior de la Judicatura rechazó los cargos en contra de Sarah y su marido, Peter, pagó los costes de la liberación. Posteriormente, ella y su marido se mudaron más al oeste, a Framingham. Pasó los últimos diez años de su vida intentando limpiar los nombres de sus hermanas. Después de su muerte, sus dos hermanas fueron eventualmente halladas inocentes. En 1706 la arrepentida cazadora de brujas Ann Putnam nombró a Rebecca, Mary y Sarah específicamente entre los que ella había acusado falsamente: "debería estar en el polvo y humillarme por haber atraído sobre sí mismos y sus familias tan triste calamidad". En 1712 la Iglesia revocó la sentencia de excomunión pronunciada en contra de Rebecca, ya que no deseaban "reprochar su memoria ni dar dolor a sus hijos".

## En la cultura popular
En el cuento Young Goodman Brown de Nathaniel Hawthorne (descendiente de uno de los magistrados de los juicios de Salem), una crítica social de la cultura puritana, un personaje llamado Goody Cloyse, se dirige al diablo, confesando que practica brujería, lo que es un shock para el protagonista (el joven Brown) porque ella le catequizó en su infancia. También hace una referencia a "...aquella bruja sin colgar, Goody Cory...", una posible referencia a Martha Corey, quién fue colgada como bruja en 1692.
Sarah Cloyce es la protagonista y narradora de la miniserie de 1985 de la televisión pública estadounidense que narra los juicios, American Playhouse: Three Sovereigns for Sarah. Fue interpretada por la actriz inglesa Vanessa Redgrave.